# Sarcofahrtiopsis spathor
Sarcofahrtiopsis spathor är en tvåvingeart som beskrevs av Mello-patiu och Thomas Pape 2000. Sarcofahrtiopsis spathor ingår i släktet Sarcofahrtiopsis och familjen köttflugor. Inga underarter finns listade i Catalogue of Life.